# Schreibtischtäter
Schreibtischtäter es un término en alemán que significa criminal o asesino de escritorio. El origen de la palabra se suele atribuir erróneamente a Hannah Arendt y se utiliza frecuentemente para describir a asesinos en masa empleados por el Estado, como Adolf Eichmann, quien planeó y organizó el Holocausto sin participar personalmente en los asesinatos.
Schreibtischtäter, fue catalogada como una de las 100 palabras más significativas del idioma alemán en el siglo XX y data aproximadamente de la misma época que la versión inglesa desk killer.  El publicista Gustav Seibt aclara al respecto: "Gracias a la formalidad administrativa surgió un espacio aparentemente moralmente libre en el que el mal se volvió normal y requerido, por lo tanto banal, porque fue despojado de su carácter de desviación [...] El tipo de ser humano que actuaba aquí ya había sido engendrado por la organización a gran escala del Estado y la economía." A principios de la década de 1970, la palabra se incluyó en el diccionario estándar alemán, el Duden.

## Contexto histórico
La planificación del Holocausto, el genocidio de los judíos, tuvo uno de sus puntos clave en la Conferencia de Wannsee en enero de 1942. De hecho, sólo dos de los participantes tomaron parte en algún asesinato, los demás estuvieron involucrados en la planificación y organización del Holocausto. Este segundo grupo de funcionarios fue posteriormente clasificado como Schreibtischtäter; de este grupo, Adolf Eichmann fue visto como el prototipo. A pesar de esta denominación, Eichmann de hecho viajó a campos de exterminio como Sobibor, Auschwitz y Treblinka, participando activamente y sabiendo exactamente lo que allí sucedía. Por esta razón, algunos historiadores modernos como Bettina Stangneth cuestionan que Eichmann fuera un Schreibtischtäter, ya que participó de forma activa en el Holocausto. Stangneth caracteriza a Eichmann como alguien ""Que zigzaguea por Europa, viniendo de recepciones con políticos de alto rango para luego presenciar cómo disparan y matan a gente, y está en todas partes y en ninguna, tan en movimiento que su propio equipo a veces no sabe dónde está [...] un hombre práctico, siempre en movimiento, interesado en lo que él llama su trabajo -es decir, el asesinato- y que quiere perfeccionar este proceso".
Aunque el término Schreibtischtäter fue acuñado veinte años después del fin del régimen nazi, la idea básica ya era indiscutible al finalizar la guerra: los propagandistas, planificadores y organizadores de los crímenes nazis también debían rendir cuentas legalmente. En 1946, el Tribunal Militar Internacional de Núremberg condenó a muerte no solo a criminales de guerra en sentido estricto, sino también a Julius Streicher, editor del semanario antisemita Der Stürmer, por crímenes de lesa humanidad: "La incitación de Streicher al asesinato y al exterminio, que se produjo en un momento en que los judíos del Este eran asesinados en las condiciones más atroces, constituye una clara persecución por motivos políticos y raciales en relación con los crímenes de guerra estipulados en la Carta, y un crimen de lesa humanidad".
Maurice Papon, responsable de la deportación de judíos de Francia durante la ocupación alemana, fue visto, al igual que Eichmann, como un criminal de escritorio estereotipado y, al igual que Eichmann, escapó de la justicia durante mucho tiempo. Heinrich Müller, jefe de la Gestapo y superior de Eichmann, descrito por el historiador británico Robert S. Wistrich como alguien que convirtió el asesinato en masa en una tarea administrativa, fue otro criminal de escritorio de alto rango durante la Segunda Guerra Mundial.
Hannah Arendt, que informó sobre el juicio a Eichmann para The New Yorker, publicó Eichmann en Jerusalén en 1963, un libro al que a veces se atribuye falsamente el origen del término Schreibtischtäter. En este libro, lo describe a él y a sus asociados como "asesinos en masa modernos empleados por el Estado" y habla de la "burocracia del asesinato". Ella utilizó por primera vez el término Schreibtischtäter a principios de 1965, pero este término no fue traducido al alemán en ese momento y ella misma no utilizó Schreibtischtäter en ninguna de sus publicaciones en alemán. Utilizó el término "criminal de escritorio" en una introducción en inglés al informe del periodista alemán Bernd Naumann sobre los juicios de Auschwitz en Frankfurt en 1966 y, de ahí, fue traducido al alemán Schreibtischtäter. "Si se separan las actitudes del perpetrador con las que [Arendt] caracteriza a Eichmann de este caso específico y se examinan exclusivamente estas mismas, surge un patrón alarmante. Su descripción de la personalidad de Eichmann puede resumirse en cuatro términos: negación de la realidad, pérdida de experiencia, lealtad al deber e irresponsabilidad."
El origen alemán del término Schreibtischtäter data de 1964, cuando el Frankfurter Allgemeine Zeitung lo utilizó por primera vez.

## Responsabilidad penal
Según el derecho penal de Alemania Occidental se distingue entre quienes ordenan un asesinato y quienes lo cometen por iniciativa propia. Por lo tanto, los asesinos de escritorio que transmiten órdenes desde arriba solo serían culpables como cómplices de asesinato, pero si ordenaran algún asesinato, serían completamente responsables por él incluso si alguien más lo llevara a cabo. Algunas personas, incluido el abogado Jan Schlöss, han recomendado reducir el alcance del término "criminal de escritorio" a aquellos que ordenaron directamente los asesinatos. Otros utilizan el término para referirse a cualquiera que haya formado parte de la burocracia encargada de ejecutar órdenes criminales, sin importar cuán indirecta fuera su participación. Un ejemplo es Ingeburg Werlemann, quien tomó notas en la Conferencia de Wannsee de 1942.

## ElSchreibtischtätery la burocracia
Sie bien el término Schreibtischtäter está inextricablemente ligado a la historia nazi, no puede, según algunos investigadores,  ser reducido a ella. El politólogo Raul Hilberg consideró su obra principal Die Vernichtung der europäischen Juden (La destrucción de los judíos europeos), como parte de su amplia investigación sobre la burocracia de los Estados modernos, entendiendo así el Holocausto "como un 'caso extremo' de asesinato organizado burocráticamente que puede repetirse en cualquier momento". Hilberg describe lo acontecido como un proceso administrativo, un modelo de cuatro fases (definición, expropiación, concentración y destrucción), en el cual el perpetrador, confinado en su escritorio, habría desempeñado un papel central como "el actor más importante de esta burocracia". Hilberg argumentó que la estricta división del trabajo en la Solución Final permitió a los perpetradores percibirse como "pequeñas piezas de la maquinaria" y eximirse de toda responsabilidad personal. Esta interpretación es en parte controvertida. Los críticos argumentan que ignora el hecho de que una proporción significativa de ellos participó directamente en el proceso de asesinato, ya sea como testigos presenciales o perpetradores.

## Otros usos
El término "criminal de escritorio" también se ha utilizado en contextos no relacionados con el Holocausto, como durante el juicio de Auschwitz, cuando el abogado defensor Hans Laternser exigió la detención del testigo Erich Markowitsch, un sobreviviente de Auschwitz y político de la República Democrática Alemana, por su presunto papel en la aprobación de los asesinatos de personas que intentaban escapar de Alemania del Este en el Muro de Berlín.
El libro I You We Them - Journeys Beyond Evil: The Desk Killers in History and Today (Yo, tú, nosotros, ellos - Viajes más allá del mal: Los asesinos de escritorio en la historia y en la actualidad), de Dan Gretton, es una investigación en capas sobre el fenómeno de los 'Schreibtischtäter'. El libro se centra más allá de la intencionalidad del asesinato y examina la cuestión más complicada y políticamente urgente del asesinato a distancia, de cómo las organizaciones y los individuos dentro de ellas han podido "compartimentarse", para evadir la responsabilidad de sus acciones, ya sea en las rígidas burocracias del Tercer Reich o dentro de las complejas estructuras de las corporaciones actuales. Al poner de relieve el papel de los autores de delitos de cuello blanco en el Holocausto y otros genocidios históricos, y al destacar la colaboración entre las corporaciones y el Estado en la historia y en la actualidad, plantea preguntas urgentes sobre el significado de la responsabilidad y la naturaleza profundamente problemática del comportamiento corporativo contemporáneo. En su libro, Gretton señala: «En las primeras etapas de esta investigación, utilicé el término 'asesino de escritorio'. Sin embargo, pronto se hizo evidente que muchos de los individuos que matan desde sus escritorios no tienen la intención de cometer un delito, por lo que 'criminal de escritorio' es un término más preciso. Los asesinos de escritorio existen, pero, afortunadamente, son muy pocos. Por otro lado, los criminales de escritorio están por todas partes».
El político ultraderechista alemán Gerhard Frey utilizó el término «Schreibtischtäter» para referirse a quienes apoyaban a Israel, ya que, en su opinión, se convertían así en cómplices de los «crímenes cometidos allí».